# Myrtle Beach
Myrtle Beach ist eine Stadt in Horry County des US-Bundesstaates South Carolina in den Vereinigten Staaten. Das U.S. Census Bureau hat bei der Volkszählung 2020 eine Einwohnerzahl von 35.682 ermittelt. 

## Geografie
Myrtle Beach liegt im Nordosten des Bundesstaates, nahe der Grenze zu North Carolina, zwischen dem Atlantic Intracoastal Waterway im Westen und der Atlantikküste im Osten der Stadt.

## Bevölkerung
Der Großraum Myrtle Beach zählt zu den am schnellsten wachsenden Regionen in den USA.
So stieg die Einwohnerzahl der Stadt Myrtle Beach in der Zeit vom 1. April 2000 bis zum 1. Juli 2004 von 22.759 auf 25.410, was einer Erhöhung von 11,6 % in einem Zeitraum von etwa vier Jahren entspricht.

## Bildungseinrichtungen
In Myrtle Beach und der unmittelbaren Umgebung gibt es acht High Schools, eine Universität und ein technisches College. Zu den High School zählen: Loris High School, North Myrtle Beach High School, Myrtle Beach High School, Conway High School, Aynor High School, Carolina Forest High School, Socastee High School und St. James High School. Auf sie gehen im Durchschnitt 1200 Schüler. Auf der Coastal Carolina University sind 7613 Studenten immatrikuliert und auf dem Horry-Georgetown Technical College sind es 5172 Studenten.

## Wirtschaft und Infrastruktur

### Tourismus und Golf
Das in den USA bekannte und sehr beliebte Urlaubsziel liegt an dem fast 100 km langen berühmten „Grand Strand“, welcher auch gleichzeitig Synonym für das ganze Gebiet ist. Die Wirtschaft der Stadt und Umgebung sind größtenteils auf Tourismus ausgelegt, Industrie ist nicht vorhanden. 
Die nördlich von Myrtle Beach gelegene Stadt North Myrtle Beach ist Teil des Großraums Myrtle Beach. Sie ist bekannt für ihr eher den jugendlichen Urlaubern vorbehaltenes Nachtleben, während das südliche Surfside Beach eine eher familienorientierte Atmosphäre bietet. Das Unterhaltungsangebot umfasst Minigolf- und Golfplätze, Shoppingmalls (u. a. Outletcenter), Riesenräder, Achterbahnen, Restaurants, Nachtclubs und Souvenirshops, Theater, extravagante Musik-Shows sowie Wassersport; Family Kingdom ist ein beliebter Freizeitpark. Myrtle Beach ist für seine vielen Restaurants bekannt. So gibt es welche mit lokalen Spezialitäten, aber auch bekannten Ketten und nicht zuletzt „All you can eat“-Buffets.
Myrtle Beach samt Umgebung rühmt sich, die Golf-Metropole weltweit zu sein. Durch ganzjährig milde Temperaturen ist das Spielen fast durchgehend möglich. Im Umkreis von einer Autostunde (70 km) gibt es hier mit ca. 120 Plätzen die höchste Golfplatzdichte Amerikas und auch den größten Golf-Store der Welt. Der intensive Tourismus sorgt auch für eine überdurchschnittlich hohe Hoteldichte. Die American Automobile Association hatte die Top-10 Reiseziele für die Frühlings-Saison 2015 ermittelt, und Myrtle Beach belegte, noch vor Städten wie New York oder Washington D.C., den 4. Platz.

### Verkehr

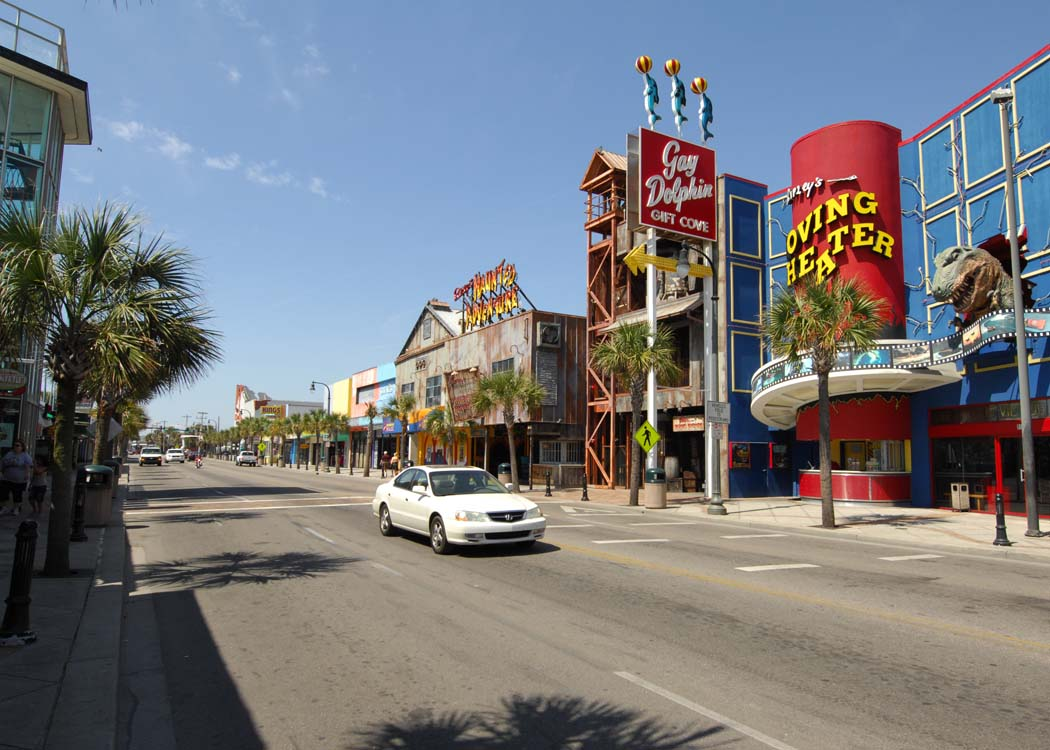
North Ocean Boulevard in Myrtle Beach

Die Stadt ist von Norden und Süden über den U.S. Highway 17 zu erreichen. Aus Richtung Westen gelangt man über den U.S. Highway 501 nach Myrtle Beach. An beiden Straßen befindet sich je ein Tanger-Outletcenter.
Myrtle Beach verfügt über einen Flughafen (Myrtle Beach International Airport), der sich im Süden der Stadt auf dem Gelände eines ehemaligen Stützpunktes der U.S. Air Force befindet.
In Myrtle Beach und Umgebung wird die Verkehrsanbindung fortlaufend verbessert, da in der Hauptsaison im Sommer die Stadt mit Touristen bevölkert ist und im Falle eines Hurricanes die sichere und zügige Abreise durch enge Straßen behindert wird.

## Söhne und Töchter der Stadt
- Anthony James (1942–2020), Schauspieler und Künstler
- Tom Rice (* 1957), Politiker
- Vanna White (* 1957), Schauspielerin und Fernsehmoderatorin („Glücksradfee“)
- Steve Bailey (* 1960), E-Bassist
- Johnathan McClain (* 1970), Schauspieler
- Shane Carruth (* 1972), Regisseur
- Kiera Cass (* 1981), Schriftstellerin
- Ramon Sessions (* 1986), Basketballspieler
- Hunter Renfrow (* 1995), American-Football-Spieler